# Cteniopus sulphureus
Cteniopus sulphureus (Linnaeus, 1758) è un coleottero appartenente alla famiglia dei Tenebrionidi.

## Descrizione

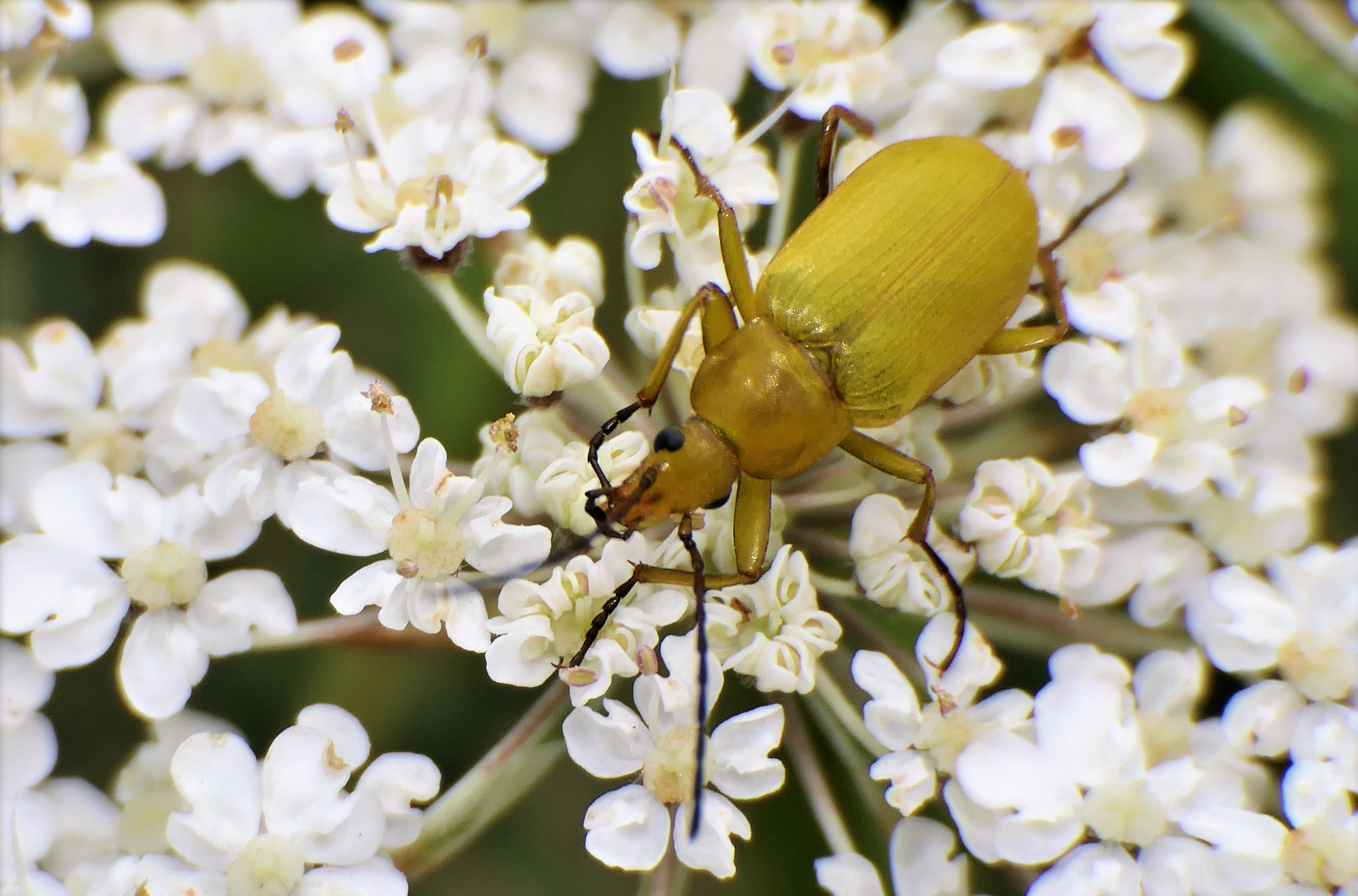
Esemplare fotografato a Berlino (Germania)

È un coleottero di piccole dimensioni, che raggiunge tipicamente gli 8-9 mm di lunghezza; in genere è di colore giallo chiaro uniforme, ma a volte testa e torace sono più scuri.

### Biologia
È una specie volatrice e diurna, che frequenta zone asciutte e fiorite e che si rinviene spesso mentre visita i fiori. La larva è fitofaga, e vive nel terreno nutrendosi di radici.

## Distribuzione
La presenza di questa specie è documentata in Danimarca, Norvegia, Svezia, Finlandia, Lettonia Lituania, Italia, Austria, Repubblica Ceca, Slovacchia, Ungheria, Polonia, Germania, Svizzera e Gran Bretagna (specie nel sud e sulle coste).